# Godspeed
《Godspeed》는 스코틀랜드의 록 밴드 글래스베이거스의 발매 예정인 네 번째 정규 음반이다. 2021년 4월 2일 고 와우 레코드를 통해 발매되었다. 리드 보컬인 제임스 알란이 엔지니어링, 녹음, 프로듀싱을 다 맡았다.

## 싱글
〈Keep Me a Space〉는 2020년 8월 14일 리드 싱글로 디지털 다운로드와 스트리밍으로 발매되었다. 이는 글래스베이거스가 7년만에 발표한 새 작품이다.
〈My Body Is A Glasshouse (A Thousand Stones Ago)〉는 2020년 12월 14일 두 번째 싱글로 발매가 될 예정이다.

## 트랙 리스트
모든 곡은 제임스 알란이 만들었다.
| #            | 제목                                                | 재생 시간 |
| ------------ | --------------------------------------------------- | --------- |
| 1.           | 〈Parked Car (Exterior)〉                           | 0:41      |
| 2.           | 〈Dive〉                                            | 3:43      |
| 3.           | 〈Dying to Live〉                                   | 3:44      |
| 4.           | 〈Shake the Cage (Für Theo)〉                       | 4:56      |
| 5.           | 〈Keep Me a Space〉                                 | 4:17      |
| 6.           | 〈Parked Car (Interior)〉                           | 0:33      |
| 7.           | 〈Cupid's Dark Disco〉                              | 3:26      |
| 8.           | 〈My Body Is a Glasshouse (A Thousand Stones Ago)〉 | 4:13      |
| 9.           | 〈In My Mirror〉                                    | 4:22      |
| 10.          | 〈Stay Lit〉                                        | 3:42      |
| 11.          | 〈Godspeed〉                                        | 4:30      |
| 총 재생 시간 | 총 재생 시간                                        | 38:07     |